# Herbita harpalionaria
Herbita harpalionaria är en fjärilsart som beskrevs av Charles Oberthür 1911. Herbita harpalionaria ingår i släktet Herbita och familjen mätare. Inga underarter finns listade i Catalogue of Life.